# Scabiosa columbaria subsp. affinis
Scabiosa columbaria subsp. affinis é uma subespécie de planta com flor pertencente à família Dipsacaceae. 
A autoridade científica da subespécie é (Gren. & Godr.) Nyman, tendo sido publicada em Consp. Fl. Eur. 344 (1879).

## Portugal
Trata-se de uma subespécie presente no território português, nomeadamente em Portugal Continental.
Em termos de naturalidade é nativa da região atrás indicada.

## Protecção
Não se encontra protegida por legislação portuguesa ou da Comunidade Europeia.